# Appropriate Adult
Appropriate Adult è una miniserie televisiva britannica del 2011. La miniserie è basata sulla storia vera del serial killer Fred West e della moglie Rosemary. 
In particolare essa racconta gli eventi intercorsi tra l'arresto dei coniugi West, avvenuto nel febbraio 1994, e il suicidio di Fred, avvenuto nella prigione di Birmingham il 1º gennaio 1995.
La miniserie è stata scritta da Neil McKay e diretta da Julian Jarrold. Essa è andata in onda su ITV in due puntate, trasmesse il 4 e l'11 settembre 2011.